# Hollister (Missouri)
Hollister è un comune degli Stati Uniti d'America, situato nello Stato del Missouri, nella contea di Taney.